# Beatlemania Hamburg
Beatlemania Hamburg was van 2009 tot 2012 een museum in Hamburg. Het was gewijd aan de Britse popgroep The Beatles.

## Geschiedenis
Het werd op 29 mei 2009 geopend in het stadsdeel St. Pauli. Het was gevestigd in de buurt van de Beatles-Platz en Große Freiheit, waar The Beatles aan het begin van de jaren zestig speelden en de basis legden voor hun latere carrière. Boven de ingang was een gele onderzeeboot bevestigd, afgeleid van het nummer Yellow submarine uit 1966.
De collectie was met elf themaruimtes verdeeld over vijf verdiepingen. Als concept werd gekozen voor een belevingsmuseum. Er waren originele stukken te zien, de straat Große Freiheit was nagebouwd en er werd gebruik gemaakt van interactieve elementen.
Ondanks een bezoekersaantal van 150.000 in drie jaar tijd, mislukte de exploitatie en werd het museum op 30 juni 2012 om economische redenen gesloten. De museumstukken gingen terug naar de verzamelaars die ze in bruikleen hadden gegeven.